# Esther Cremer
Esther Cremer (Keulen, 29 maart 1988) is een atleet uit Duitsland.
Bij de Wereldkampioenschappen atletiek in 2009 liep Cremer de 4x400 meter estafette, waarin Duitsland vijfde werd. Het jaar daarop pakte dat estafette-team goud op de EK atletiek op de 4x400 meter.
Op de Olympische Zomerspelen van Londen in 2012 liep Cremer met het Duitse estafette-team op de 4x400 meter, waarin Duitsland niet door de series heen kwam.

## Persoonlijke records
Outdoor
| Onderdeel | Prestatie | Wind | Plaats                            | Datum      |
| --------- | --------- | ---- | --------------------------------- | ---------- |
| 100m      | 11.44s    | +1.0 | Weinheim (GER)                    | 27.07.2012 |
| 100m      | 11.44s    | +0.7 | Weinheim (GER)                    | 31.05.2014 |
| 200m      | 23.10s    | +0.7 | Regensburg (GER)                  | 15.08.2010 |
| 400m      | 51.62s    |      | Ulm (GER)                         | 06.07.2013 |
| 4x100m    | 44.08     |      | Wattenscheid, Bochum (GER)        | 16.06.2012 |
| 4x400m    | 3:24.07   |      | Estadio Olímpico, Barcelona (ESP) | 01.08.2010 |

Indoor
| Onderdeel   | Prestatie | Wind | Plaats           | Datum      |
| ----------- | --------- | ---- | ---------------- | ---------- |
| 60m ind.    | 7.50      |      | Leverkusen (GER) | 05.02.2012 |
| 200m ind.   | 23.59s    |      | Leipzig (GER)    | 28.02.2016 |
| 400m ind.   | 52.44s    |      | Leipzig (GER)    | 22.02.2014 |
| 4x200m ind. | 1:33.86   |      | Karlsruhe (GER)  | 26.02.2012 |

bijgewerkt september-2021
- Gemeinsame Normdatei: 1219323152
- World Athletics: 14277297
- Virtual International Authority File: 30160242660152430449